# Protoplast
Protoplast – aktywna metabolicznie część komórki bakterii, grzyba lub rośliny, czyli część komórki bez ściany komórkowej. Protoplasty sztucznie uzyskiwane w wyniku trawienia ściany komórkowej enzymami mają kształt kulisty lub zbliżony i pozostają zdolne do życia i stanowią ważny obiekt badań cytologicznych. Protoplasty są zdolne do regeneracji ściany komórkowej i fuzji komórkowej, przy czym są w stanie tworzyć mieszańce somatyczne między gatunkami niespokrewnionymi (np. protoplast marchwi zwyczajnej z limfocytem ludzkim).
Protoplast zawiera m.in. następujące składniki:
- cytozol
- cytoszkielet
- centriole
- rybosomy
- jąderko
- system GERL
- mikrociałka
- mitochondrium
- jądro
- plastydy